# Harangláb (növénynemzetség)
A harangláb vagy sasfű (Aquilegia) a boglárkafélék (Ranunculaceae) családjába tartozó nemzetség több mint száz fajjal.

## Származása, elterjedése
A nemzetség holarktikus: fajai az északi féltekén élnek. Magyarországon csak a típusfaj, a közönséges harangláb (A. vulgaris) őshonos, ezért a magyar szakirodalom gyakran egyszerűen csak haranglábként említi.

## Jellemzők
Töve bokrosodik.

A levelek hármasan összetettek, a levélkék széle ép. A csészelevelek a szirmokhoz hasonlóan színesek, azokkal váltakozva alkotják a virágtakarót. A szirmok egyik vége sarkantyús, a másik vége tölcsérszerű mézfejtővé alakult. 

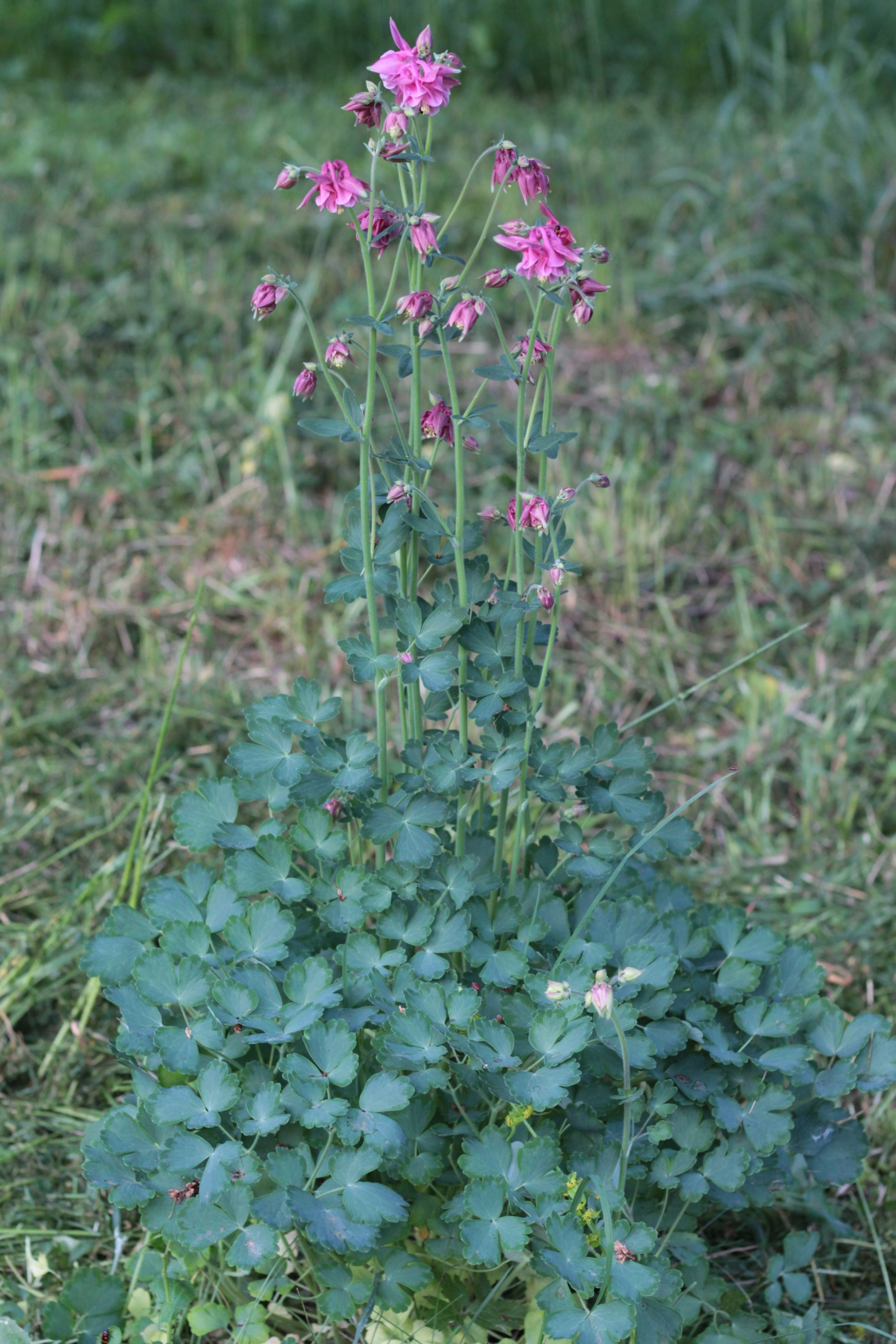
Közönséges harangláb (A. vulgaris)

A legtöbb faj mérgező.

## Életmódja, termőhelye
Évelő. Teljesen télálló és fagytűrő. Kedveli a jó vízgazdálkodású talajt és a nyílt, napos helyet.
A haranglábak a bagolylepkefélék (Nocuidae) családjába tartozó néhány faj (például káposztabagoly (Mamestra brassicae), bakszakállbagoly (Amphipyra tragopoginis)) hernyójának tápláléknövényei.

## Felhasználása
Tavasszal és nyáron nyíló, általában harang alakú sarkantyús virágaiért több fajt dísznövénynek termesztenek; ezek sziklakertbe is ültethetők.

## Rendszerezés

### Ismertebb fajok
- havasi harangláb (Aquilegia alpina)
- feketéllő harangláb (Aquilegia nigricans)
- kisvirágú harangláb (Aquilegia brevistyla)
- kolorádói kék harangláb (Aquilegia coerulea)
- kanadai vörös harangláb (Aquilegia canadensis)
- arany harangláb (Aquilegia chrysantha)
- sivatagi harangláb (Aquilegia desertorum)
- nyugati vörös harangláb (Aquilegia elegantula)
- japán harangláb (Aquilegia flabellata)
- sárga harangláb (Aquilegia flavescens)
- nyugati harangláb (Aquilegia formosa)
- hosszúsarkantyús harangláb (Aquilegia longissima)
- Sierra-harangláb (Aquilegia pubescens)
- Sziklás-hegységi kék harangláb (Aquilegia saximontana)
- közönséges harangláb (Aquilegia vulgaris)